# ニュースクール (入れ墨)

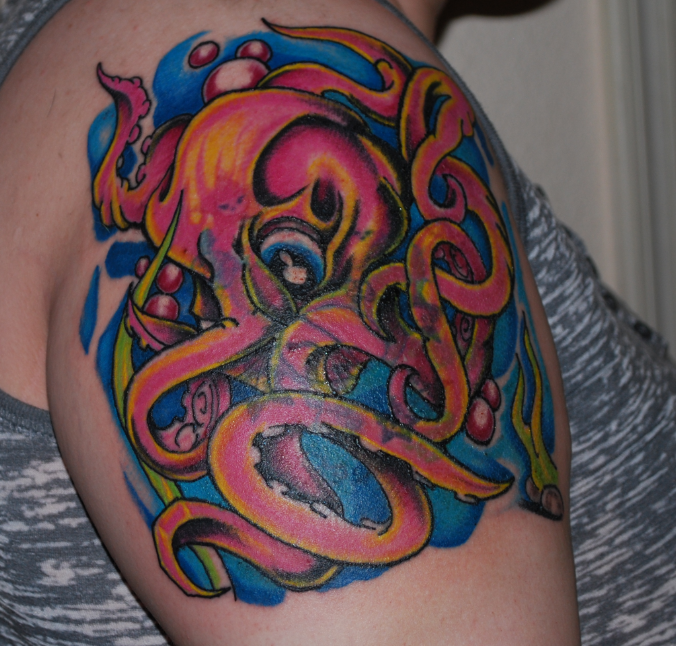
ニュースクール・スタイルで描かれたタコの入れ墨。

ニュースクール (英語: New school) は、アメリカ合衆国におけるオールドスクールの特徴の一部に影響を受けた、1970年代に起源をもつ入れ墨（タトゥー）のスタイル。このスタイルは、太い輪郭線（アウトライン）、鮮やかな色彩、対象を誇張した描画などが特徴となっていることが多い。ニュースクールは、入れ墨の技法を積極的に共有しようとする開放的指向性への移行を象徴する動きでもある。

## 起源
ニュースクールの入れ墨がどのように始まったのかについては、いくつもの説がある。一説には、カリフォルニア州の彫師（タトゥー・アーティスト）たちが、多様な意匠の実験を1970年代から始めていたともいわれており、有名な映画俳優、ディズニーのキャラクターや、スタートレックのオリジナルである『宇宙大作戦』のエンタープライズ号（USS Enterprise (NCC-1701)）が描かれたとされている。当時の新しい文化的意匠は、彫師側の着想からきたものというより、もっぱら顧客の需要から生まれたものであったと論じられている。
また別の説によると、ニュースクールの起源は1980年代とも、1990年代ともされている。彫師のマーカス・パチェコ（Marcus Pacheco：スキンヘッズによる反人種差別運動 (SHARP) の創始者のひとり）は、ニュースクールの入れ墨にいち早く取り組み、その人気を高めたひとりと認められている。

## 特徴
ニュースクールの入れ墨は、日本の伝統的な入れ墨や、オールドスクール、民族芸術など、多様な入れ墨の伝統から要素を取り込んでいる。太い輪郭線が用いられる点は、オールドスクールと同様である。しかし、用いる色彩の数が限られていたオールドスクールに対し、ニュースクールは多様かつ鮮やかな色彩を用いることが多い。ニュースクールの入れ墨は、主題の描写において細部を誇張するため写実的な描画にはならず、しばしばカートゥーン（一コマ漫画）や、 グラフィティ（落書き）に見られるような、ギザギザの縁取り（ジャギド・エッジ：jagged edges）や膨らんだ文字（バブルレター：buble letters）などヒップホップ文化の表現スタイルにも比較される。
ニュースクールでは、描かれる主題は、伝統的な主題である聖心(イエスの心臓)や鷲などに限らない。ファンタジー的な主題や、斬新な文様が描かれ、顧客の注文を大幅に受け入れるのが一般的である。その一方で、オールドスクール的な主題をニュースクール的な手法によって描くことも、あるいは敬意の表明として、あるいは皮肉として、広く行なわれている。

## 彫師の秘密主義からの脱却
ニュースクールは、入れ墨の作品や技法についての情報に関する彫師たちの姿勢の変化を象徴する動きと考えられている。1970年代から1980年代にかけてのオールドスクールの入れ墨の職人技は、競争相手に客を奪われることを恐れて、彫師たちによって秘密にされているのが普通であった。しかし、そのために何らかの革新がなされても、それは入れ墨関係者のコミュニティの内部に留まるものとなっていた。ニュースクールの彫師たちは、情報を積極的に公開し、入れ墨の領域を拡大して、なぜ従来からの彫師たちと新しい彫師たちの間に緊張関係があるのかを説明した。こうした変化について、伝統的な彫師たちは「入れ墨はその魅力の一部を失った (tattooing has lost some of its charm)」としているが、新しい彫師たちはこうした開放性を進歩的なものと考えている。